# بازده سلول خورشیدی

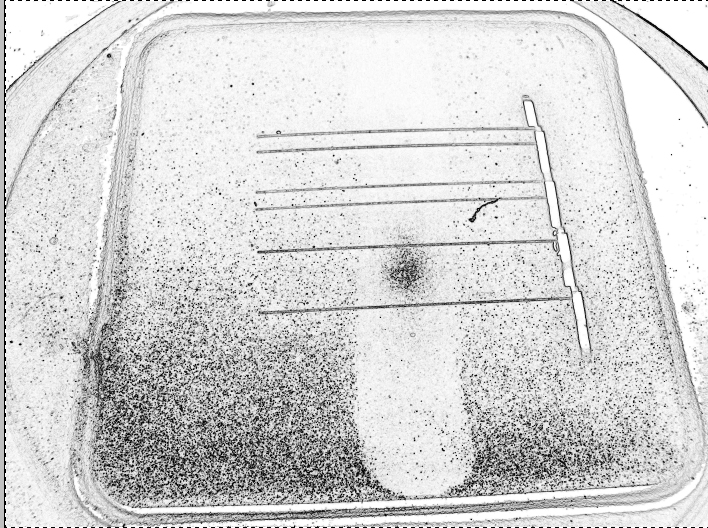
گرد و غبار روی سطح ماژول (نشان داده شده با نقاط تیره) باعث کاهش انرژی دریافتی می‌شوند.

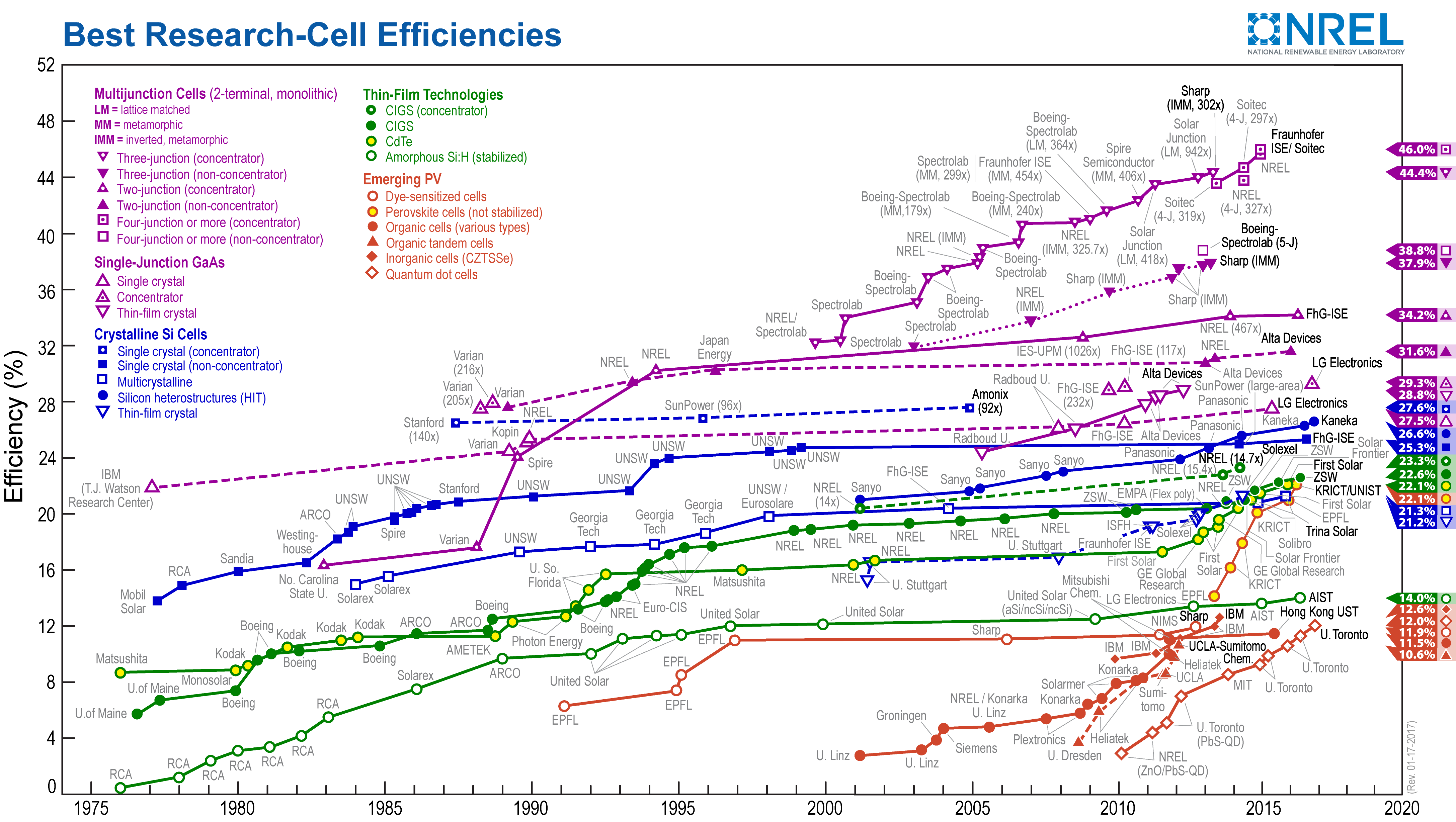

بازده سلول خورشیدی به نسبت انرژی الکتریکی خروجی به انرژی نور خورشید دریافتی گفته می‌شود.
بدین ترتیب بازده تبدیل انرژی (η) یک سلول خورشیدی درصدی از انرژی خورشیدی است که به سلول می‌رسد و از رابطهٔ زیر قابل محاسبه است:
{\displaystyle \eta ={\frac {P_{m}}{G\times A_{c}}}}
پارامترهای زیادی بر این بازده مؤثرند که از آن جمله می‌توان به موارد زیر اشاره کرد:
- بازتاب
- محدودیت بازده ترمودینامیکی
- حامل‌های بار
- بازده رسانش گرمایی

تا سپتامبر ۲۰۱۳ بیشترین بازده سلول خورشیدی ۴۴٫۷٪ بوده است.

## عوامل مؤثر بر بازده
این عوامل که پیشتر ذکر شدند در ذیل شرح داده می‌شوند.

### محدودیت بازده ترمودینامیکی

حداکثر بازده پایستاری که طبق قانون موتور گرمایی کارنو قابل دستیابی است با احتساب دمای ۵۸۰۰کلوین سطح خورشید و ۳۳۰ کلوین در سطح زمین ۹۵٪ خواهد بود که با احتساب آنتروپی فوتون‌های ساطع شده از سطح خورشید به حدود ۸۶٪ می‌رسد.